# Crispo

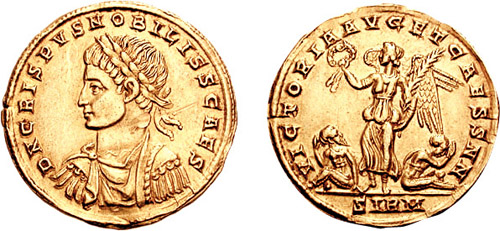
Sólido bizantino con la efigie de Crispo como César (317–326), emitido en Sirmio para celebrar la victoria de su padre Constantino I sobre los godos en 323.

Cayo Flavio Julio Crispo (en latín, Gaius Flavius Iulius Crispus; 305 - 326) fue un príncipe romano, hijo primogénito de Constantino I el Grande y de su primera esposa, Minervina.
Educado por Lactancio Firmiano, fue nombrado césar por su padre el 1 de marzo de 317. Destacó por su genio militar, venciendo a Licinio en la batalla naval de Crisópolis, en el Helesponto el 18 de septiembre de 323, así como a las tribus bárbaras de alamanes y francos. Casó con una joven llamada Helena, de la que tuvo descendencia.

## Caída en desgracia y muerte
En 326 la segunda esposa de Constantino I, Fausta, le acusó públicamente de haber tratado de seducirla, por lo que fue inmediatamente ajusticiado por orden de su propio padre, que no se dignó siquiera escucharle. No está claro el motivo por el que Fausta actuó de esta manera. Algunos historiadores la definen como una mujer despechada por su hijastro, por el que sentía una irrefrenable pasión. 
Otros la hacen protagonista de un maquiavélico complot para librarse de Crispo, que podría convertirse en un futuro enemigo para sus propios hijos, al ser el primogénito de Constantino. Hay incluso quien habla de que Crispo encabezaba un grupo subversivo contra su padre que intentaba dirigir el descontento general de los romanos frente a la política filocristiana del emperador y a su intento de trasladar la capital a Bizancio. 

## Consecuencias
Independientemente de los motivos que empujaron a Fausta a tal acusación, Constantino ordenó ahogarla en el baño. En cambio, según Zósimo (Fausta) tuvo el mismo destino que su hijo Crispo:...que se calentara con agua hirviendo un baño, entrega a Fausta al mismo, muriendo en él. cuando se enteró de la inocencia de su hijo, pudiera ser a través de su madre, Helena, que sentía una especial predilección por su nieto.
Según la versión del historiador Zósimo, atormentado por haber dado muerte a un hijo inocente, y al no ser expiados sus pecados por los sacerdotes paganos, Constantino se fue acercando al cristianismo, pues el arriano Eusebio le había convencido de que a través del bautismo le serían perdonadas sus faltas.

## Legado
Dejando a un lado su carrera militar, bien documentada, el resto de su vida personal y el destino de su esposa e hijos son totalmente desconocidos pues, además de a morir, se le condenó a la llamada damnatio memoriae: su honor no quedaría restaurado y se borrarían todas las referencias posibles a su vida.
El drama de la muerte de Crispo y Fausta fue inmortalizado por el compositor Donizetti en su ópera Fausta.